# Pierre Sanoussi-Bliss

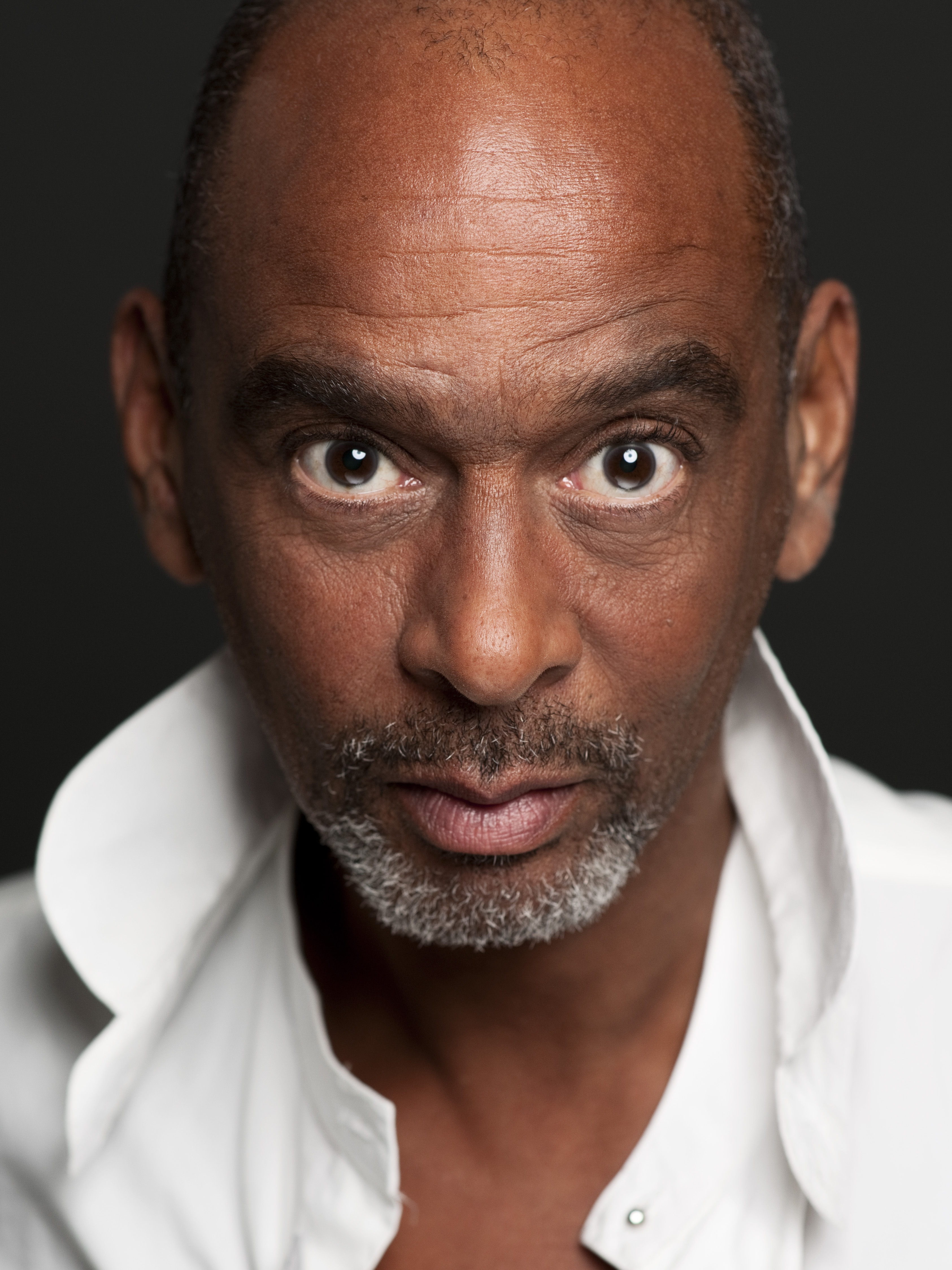
Pierre Sanoussi-Bliss (2015)

Pierre Sanoussi-Bliss (* 17. August 1962 in Ost-Berlin) ist ein deutscher Schauspieler, Filmregisseur und Drehbuchautor. Bekanntheit erlangte er vor allem durch die von 1997 bis 2015 gespielte Rolle des Polizisten Axel Richter in der ZDF-Krimireihe Der Alte.

## Leben
Sanoussi-Bliss ist der Sohn eines guineischen Diplomaten und einer damals in der DDR lebenden Lehrerin. Nach der Schule machte er eine Ausbildung zum Koch. Während seiner Zeit bei der NVA arbeitet er auch als Koch. Sanoussi-Bliss besuchte die Hochschule für Schauspielkunst „Ernst Busch“ Berlin. Ab 1986 kam er, noch in der DDR, zu ersten Fernseh- und Kinorollen. Von 1987 bis 1990 war er am Staatsschauspiel Dresden engagiert. 1994 hatte er in der preisgekrönten Filmkomödie Keiner liebt mich (1994) von Doris Dörrie eine der Hauptrollen, er verkörperte den Voodoo-Zauberer Orfeo.
In der Fernsehserie Der Alte übernahm er 1997 die Hauptrolle des Assistenten Axel Richter, die er anschließend für insgesamt 18 Jahre spielte. Ebenfalls 1997 spielte er in der Derrick-Folge Eine kleine rote Zahl einen Drogenhändler. 1998 hatte er in der Komödie Alles wird gut (1998) von Angelina Maccarone eine der größeren Rollen.  Für die Regie und das Drehbuch des Films Zurück auf Los! (2000), in dem er auch die Hauptrolle spielt, wurde er für einen Preis des Internationalen Filmfestes Emden nominiert. Zurück auf los! erlebte seine Premiere auf der Berlinale 2000, lief inzwischen mit großem Erfolg bei über 60 internationalen Festivals und ist als DVD-Video im Handel erhältlich. Sanoussi-Bliss hielt als einziger Medienvertreter eine viel beachtete Rede auf dem Integrationsgipfel 2006 im Bundeskanzleramt.
Im September 2014 teilte die Produktionsfirma Sanoussi-Bliss wie auch Markus Böttcher mit, dass sein Vertrag als Darsteller in Der Alte nach 18 Jahren nicht mehr verlängert werde. Daraufhin veröffentlichte der Schauspieler ein Video, in dem er den ZDF-Verantwortlichen einen „Verjüngungswahn“ unterstellte. Die Klage gegen die Produktionsfirma Neue Münchner Fernsehproduktion auf rückwirkende Durchversicherung (die Schauspieler waren mit Kettenverträgen beschäftigt, um der Produktion Sozialabgaben zu sparen) wurde in letzter Instanz vom Bundesarbeitsgericht abgewiesen.
Sanoussi-Bliss spricht auch Hörbücher, so zum Beispiel Ferne Gestade und Das verlorene Paradies von Literaturnobelpreisträger Abdulrazak Gurnah, Berliner Sehnsucht von Johannes Albendorf, Was machen wir jetzt? und Alles Inklusive von Doris Dörrie und sein eigenes Kinderbuch Der Nix, In Freud intim (arte) übernahm er die Erzählerstimme von Sigmund Freud und spricht auch Rollen in diversen Hörspielen, wie Vom Winde verweht und Hilda Hasenherz.
2016 stellte Sanoussi-Bliss seinen zweiten abendfüllenden Spielfilm Weiber! – Schwestern teilen. Alles. fertig, bei dem er für die Produktion, das Drehbuch und die Regie verantwortlich zeichnet.
Sanoussi-Bliss ist Mitglied im Bundesverband Schauspiel (BFFS) und in der Deutschen Filmakademie. Außerdem engagiert sich Pierre Sanoussi-Bliss als ehrenamtlicher Botschafter der Stiftung Kinderhospiz Mitteldeutschland Nordhausen e. V. in Tambach-Dietharz. Im Februar 2021 war er Teil der Initiative #actout im SZ-Magazin mit 185 anderen LGBT-Schauspielern, die mehr Akzeptanz und Anerkennung für LGBT-Menschen in der Schauspielbranche forderten.
2002 heiratete er Till Kaposty-Bliss – Art Director und Herausgeber der Zeitschrift Das Magazin – und lebte mit ihm in Berlin. Pierre Sanoussi-Bliss gab im Januar 2025, unmittelbar vor seinem Einzug ins Dschungelcamp, die im August 2024 erfolgte Trennung von seinem Ehemann bekannt.

## Filmografie
- 1986: Der Snob (Fernsehspiel)
- 1986: Weihnachtsgeschichten (Fernsehfilm)
- 1987: Die erste Reihe (Fernsehfilm)
- 1988: In einem Atem
- 1989: Verflixtes Mißgeschick!
- 1989: Coming Out
- 1992: Begräbnis einer Gräfin (Fernsehfilm)
- 1992: Go Trabi Go 2 – Das war der wilde Osten
- 1993: Zirri – Das Wolkenschaf
- 1994: Keiner liebt mich
- 1994: Der Fahnder (Fernsehserie, 1 Folge)
- 1995: Eine Frau wird gejagt (Fernsehfilm)
- 1995: Inseln unter dem Wind (Fernsehserie)
- 1996: Das Superweib
- 1996: Alarm für Cobra 11 – Die Autobahnpolizei (Fernsehserie, 1 Folge)
- 1996: Im Namen des Gesetzes (Fernsehserie, 1 Folge)
- 1996: SK-Babies (Fernsehserie, 1 Folge)
- 1997: OP ruft Dr. Bruckner (Fernsehserie, 1 Folge)
- 1997: Derrick (Fernsehserie, Folge 267: Eine kleine rote Zahl)
- 1997: Tatort: Gefährliche Übertragung (Fernsehreihe)
- 1997–2015: Der Alte (Fernsehserie, 169 Folgen)
- 1998: Alles wird gut
- 1998: Bin ich schön?
- 1998: Die Verbrechen des Professor Capellari (Fernsehserie, 1 Folge)
- 1998: Derrick (Fernsehserie, Folge 281: Das Abschiedsgeschenk)
- 1999: Erleuchtung garantiert
- 2000: Zurück auf Los!
- 2001: Offroad.TV (Fernsehserie, 1 Folge)
- 2002: Angst isst Seele auf (Kurzfilm)
- 2010: Die Friseuse
- 2012: Auf den zweiten Blick
- 2014: Der Tropfen – Ein Roadmovie
- 2015: Wo willst du hin, Habibi?
- 2017: Weiber! – Schwestern teilen. Alles (Regie, Drehbuch)
- 2020: 4 Wände Berlin (Folge Papierkram, auch Buch, Regie und Produktion)
- 2021: Kroymann (Fernsehserie, 1 Folge)
- 2021: SOKO Stuttgart (Fernsehserie, Folge: Mein anderes Ich)
- 2022: Einfach mal was Schönes
- 2023: Am Ende das Licht
- 2023: Boom Boom Bruno (Fernsehserie, 4 Folgen)
- 2023: Woodshed (Kurzfilm)
- 2025: Ich bin ein Star – Holt mich hier raus! (RTL, Reality-TV-Show, Teilnehmer; 2. Platz)
- 2025: Gute Zeiten, schlechte Zeiten (Fernsehserie, 2 Folgen)

## Theater (Auswahl)
- 1986: Metropol Theater Berlin: Rosa Laub (Rock-Oper/Musical, Hauptrolle: Karel, Regie: Klaus Gendries)
- 1987: Staatsschauspiel Dresden: Ein Schuß, 10 Pfennig! (20er Jahre Revue, Regie: Wolfgang Engel)
- 1987: Staatsschauspiel Dresden: Anatomie Titus Fall Of Rome Ein Shakespearekommentar (Rolle: Sohn der Tamora / div., Regie: Wolfgang Engel)
- 1989: Das Ei / Kleine Bühne im Friedrichstadtpalast: Bill`s Ballhaus (Kurt-Weill-Songabend, Regie: Uwe Lohse)
- 1990: Das Ei / Kleine Bühne im Friedrichstadtpalast: The Romaticks (Musical, Hauptrolle: El Gallo, Regie: Uwe Lohse)
- 1991: Staatsschauspiel Dresden: Der Kampf des Negers und der Hunde (Hauptrolle: Alboury, Regie: Tobias Wellemeyer)
- 1992: Staatsschauspiel Dresden: Unbeständigkeit des Herzens (Hauptrolle: Prinz, Regie: Tobias Wellemeyer)
- 1992: Salzburger Festspiele: Julius Caesar (Rolle: Pindarus, Regie: Peter Stein)
- 1992: Deutsches Theater Berlin: Die Geisel (Rolle: Prinzessin Gracia, Regie: Thomas Langhoff)
- 2016: Schlossfestspiele Neersen: Ziemlich beste Freunde (Hauptrolle: Driss, Regie: Jan Bodinus)
- 2017: Schloßtheater Neuwied: Miss Daisy und ihr Chauffeur (Hauptrolle: Hoke Colburn, Regie: Andreas Lachnit)
- 2017: Seefestival Wustrau: Ein seltsames Paar (Hauptrolle: Felix, Regie: Marten Sand)
- 2018: Bad Hersfelder Festspiele: Peer Gynt (Rolle: Herr von Eberkopf, Peer Gynt/Visionär, Troll, Seemann, Krankenpfleger, Robin Hood, Regie: Robert Schuster)
- 2018: Kleines Theater (Südwestkorso): Miss Daisy und ihr Chauffeur (Hauptrolle: Hoke Coleburn, Regie: Pierre Sanoussi-Bliss)
- 2019: Burgfestspiele Jagsthausen: The Addams Family (Musical, Hauptrolle: Mr Mal Beineke, Regie: Franz-Joseph Dieken)
- 2019: Burgfestspiele Jagsthausen: Götz von Berlichingen (Hauptrolle: Götz von Berlichingen, Regie: Sewan Latchinian)
- 2019: Hamburger Kammerspiele: Ich bin nicht Rappaport (Hauptrolle: Midge Carter, Regie: Sewan Latchinian)
- 2023: Volksbühne Berlin: SISTAS! (Hauptrolle: Andrew, Regie Stoll/Redfern)

## Hörspiele (Auswahl)
- 1987: Jerzy Andrzejewski: Der Weg ins verheißene Land (Nebenrolle: Alexios, Regie: Norbert Speer, Rundfunk der DDR)
- 1989: Der Wolkenstein (Sprecher und Gesang, Schallplatte, Amiga / 2004 neu veröffentlicht als CD bei BMG Deutschland)
- 1992: Der Wasserkristall (Sprecher und Gesang, Kassette, Jumbo / 2004 neu veröffentlicht als CD bei BMG Deutschland)
- 2019: Der Nix (Hörbuch, tongeschichten.de)
- 2020: Freud intim (arte, Rolle: Sigmund Freud)
- 2020: Mama Tresore und die Kanalrattenbande (Sprecher und Gesang, CD, Sony Music)
- 2021: Vom Winde verweht (Hörspiel, WDR)
- 2021: Berliner Sehnsucht (Hörbuch, Johannes Albendorf, Queerverlag, Die Gehörgäng)
- 2021: Hundeherz (Hörbuch, Christiane Sadlo, Die Gehörgäng)
- 2021: Abdulrazak Gurnah: Das verlorene Paradies (Hörbuch, Der Hörverlag)
- 2022: Abdulrazak Gurnah: Ferne Gestade (Hörbuch, Der Hörverlag)
- 2022: Abdulrazak Gurnah: Die Abtrünnigen (Hörbuch, Der Hörverlag)
- 2023: Mädchen, Frau etc (Hörspiel, HR)
- 2023: Märchenerzähler bei App Tjafimi und Tjafimi.de (fortlaufend)
- 2023: Hilda Hasenherz (der alte Fuchs Sam Grau, Die Gehörgäng)

## Werke
- Pierre Sanoussi-Bliss, Paul Gilling: Der Nix. Kato Kunst & Verlag, Berlin 2006, ISBN 3-938572-06-X.